# Wales Act 1978
Pour les articles homonymes, voir Wales Act.
Le Wales Act 1978 est une loi du Parlement du Royaume-Uni introduite à la Chambre des communes le 4 novembre 1977 et sanctionnée le 31 juillet 1978.
La loi introduit le concept de la dévolution d’une partie des pouvoirs détenus par Westminster vers une nouvelle institution, l’Assemblée galloise (Welsh Assembly en anglais). Pour ce faire, une partie du Wales Act prévoit les relations entre celle-ci et les autorités du Royaume-Uni dans l’exercice des pouvoirs réservés à chacune. La loi dispose qu’elle est composée de 72 membres élus au scrutin uninominal majoritaire à un tour dans les mêmes circonscriptions que celles utilisées pour les élections générales des Communes et qu’elle se réunit au Coal Exchange de Cardiff. Sans pouvoirs législatifs ni possibilité de lever l’impôt, elle est administrée par un comité exécutif formé des présidents des comités permanents, organe collégial dont le dirigeant occupe la fonction de « chef de l’Assemblée galloise », tandis que le président de l’Assemblée galloise dirige les débats et préside les séances de la chambre.
Toutefois, l’entrée en application de la loi étant sujette à approbation référendaire, le refus de la mise en œuvre d’une telle institution par les Gallois l’année suivante conduit à la caducité du Wales Act, qui est formellement abrogé par le Wales Act 1978 (Repeal) Order 1979.